# Ningpo-Csousan kikötő
A Ningpo-Csousan kikötő (kínai írással: 宁波舟山港) jelenleg a világ legnagyobb forgalmú tengeri kikötője. A kikötő Kínában található Ningpo és Csousan közelében.
2015-ben 888,96 millió tonna rakományt kezelt. A kikötő Ningpo-Csousanban, a Kelet-kínai-tenger partján, Csöcsiang tartományban, a Hangcsou-öböl délkeleti végén található, amelyen keresztül Sanghaj városával szemben fekszik.
A kikötő az észak-déli szárazföldi és part menti hajózási útvonal kereszteződésében fekszik, beleértve a Kína belsejébe vezető fontos belvízi útvonal, a Jangce folyó északra vezető csatornáit is. A kikötő több kikötőből áll, amelyek a következők: Beilun (tengeri kikötő), Zhenhai (torkolati kikötő) és a régi Ningbo kikötő (belvízi kikötő).
A kikötő üzemeltetője, a Ningbo Zhoushan Port Co., Ltd. (NZP), tőzsdén jegyzett vállalat, de 76,31%-ban az állami tulajdonú Ningbo Zhoushan Port Group Co., Ltd. tulajdonában van. 